# 稚内市立潮見が丘中学校
稚内市立潮見が丘中学校（わっかないしりつ しおみがおかちゅうがっこう）は、北海道稚内市若葉台1丁目にある中学校。同市富岡・朝日・若葉台・新光町・萩見3 - 5・更喜苫内地区（以上潮見が丘小学校）の校区を学区とする。
すぐ隣に、育英館大学(旧北星学園大学)がある。
東地区の住宅地造成等より東地区の人口が増加し、稚内東中学校だけでは対応できなくなったため、1983年に創立した学校である。しかし近年、生徒数は減少傾向にある。

## 教育目標
自ら学び知性をみがく生徒
心情豊かで仲間と共に伸びる生徒
心身ともにたくましく成長する生徒

## 概要
- 生徒数 - 201人(2022年4月現在)
- 本務教員数 - 19（2018年4月現在）
- 本務職員数 - 8（2018年4月現在）
- 校長 - 齊藤 康輔
- 学校給食 - あり

## 部活動
- サッカー部
- バスケットボール部
- バレー部
- バドミントン部
- 野球部
- 吹奏楽部
- 文化部
- その他(帰宅部・少年団・クラブ所属)

## 学校周辺
- 稚内市立潮見が丘小学校
- 稚内大谷高校
- 稚内北星学園大学

## 交通
- 北海道旅客鉄道宗谷本線 南稚内駅から宗谷バスの路線バス富岡線「北星学園大学前」下車。所要18分